# Walter Stonehouse
Walter Stonehouse (* 1597 in London; † 17. Juli 1655) war ein englischer Geistlicher und Pflanzenliebhaber.

## Leben und Wirken
Stonehouse begann seine Ausbildung 1613 am Wadham College in Oxford. Im Alter von 16 Jahren verfasste Stonehouse einen 213-seitigen Abriss über die türkische Geschichte mit dem Titel Turcarum Historia generalis. Am 25. Februar 1617 graduierte er dort als Bachelor of Arts (B.A.). Von 1617 bis 1629 war Stonehouse „Fellow“ am Magdalen College in Oxford. Dort machte er am 11. Dezember 1619 seinen Abschluss als Master of Arts (M.A.). Von 1619 bis 1620 war er „Praelektor“ für Logik. Stonehouse predigte gelegentlich an der Universitätskirche und am College, so auch zum Tod des Präsidenten des Magdalen College William Langton († 1626). Am 3. Dezember 1628 erhielt Stonehouse die Lizenz zu predigen. Der Grad eines Bachelor of Divinity (B.D.) wurde ihm am 16. April 1629 verliehen. Vom 3. Oktober 1631 an wirkte er als Rektor von Darfield. In der „John Goodyer Collection of Botanical Books“ des Magdalen College befindet sich ein Verzeichnis der in seinem Garten in Darfield wachsenden Pflanzen. Es wurde 1920 von Robert Theodore Gunther im Gardeners’ Chronicle veröffentlicht.
Stonehouse nahm 1639 an der von Thomas Johnson organisierten Tour in die Berge von Nordwales teil. In Chester stieß er zur Gruppe. Ihr Weg führte sie über Conway, Penmaenmawr, Bangor und Carnarvon nach Glynn-lhivona. Dort waren sie Gäste von Thomas Glynn († 1648), dem Johnson seinen Reisebericht über diese Tour widmete. Die Gruppe erstieg den Snowdon. In Beaumaris auf Anglesey genossen sie die Gastfreundschaft von Richard Buckley. Sie überquerten erneut die Menaistraße, gelangten nach Lhan-lhechid und erklommen den Carnedh-lhewellyn. Nach einem nochmaligen Aufenthalt in Glynn-lhivona reiste die Gruppe nach Harlech und Barmouth. Der Nachhauseweg führte sie durch Merionethshire. In Guerndee verließ Stonehouse die Gruppe. Sein Weg führte ihn durch Shropshire bis nach Darfield.
Im Englischen Bürgerkrieg wurde Stonehouse 1648 von parlamentarischen Kommissaren aus Darfield vertrieben und eingesperrt. Erst 1652 kehrte er dorthin zurück.
Für John Tradescants Musaeum Tradescantianum (1656) verfasste Stonehouse ein paar einleitende Verse. Aus John Tradescant Namen bildete er das Anagramm Cannot hide arts. Aus seinem eigenen Namen, Walter Stonehouse, wurde Theologus servus natus.

## Schriften
- [Anagramm]. In: John Tradescant der Jüngere: Musaeum Tradescantianum: Or, A Collection of Rarities Preserved at South-Lambeth neer London. John Grismond, London 1656 (Digitalisat).